# Środkowoafrykańskie Siły Powietrzne
Force Aérienne Centrafricaine – siły lotnicze Republiki Środkowoafrykańskiej wchodzące w skład  Forces armées centrafricaines (FACA). W skład sił lotniczych, według stanu na rok 2006, wchodziło 6 samolotów użytkowych Aermacchi AL-60C-5 Conestoga i jeden helikopter Eurocopter AS 350 Ecureuil. Jednak sprzęt ten jest przeważnie niesprawny. W 2013 roku na wyposażeniu były dwa samoloty BN-2 Islander i dwa śmigłowce Ecureuil. Region kraju patrolują regularnie Mirage F1CR francuskich Sił Powietrznych.